# Einsekundenkapazität
Die (exspiratorische) Einsekundenkapazität FEV1 (engl.: Forced Expiratory Volume in 1 second) ist das von Menschen innerhalb der ersten Sekunde rasch unter größter Anstrengung ausgeatmete Volumen. Das diagnostische Verfahren zur Bestimmung der FEV1 wird Tiffeneau-Test oder auch Atemstoßtest bezeichnet.
Die Einsekundenkapazität ist ein dynamischer, zeitabhängiger Messparameter (Volumen) in der Lungenfunktionsdiagnostik. Die Basisuntersuchung in der Atemtechnik stellt die Spirometrie dar. Gemessen werden Atemstromstärken und – als Integral – die Lungenvolumina am Mund des Patienten. Nach normaler Ruheatmung wird maximal ausgeatmet (exspiriert) und anschließend maximal eingeatmet (inspiriert), die Differenz stellt die inspiratorische Vitalkapazität (VC) dar. Anschließend atmet der Patient aus maximaler Inspirationslage so schnell wie möglich aus. Das in einer Sekunde ausgeatmete Volumen stellt das absolute forcierte exspirierte Volumen der ersten Sekunde (FEV1 = Einsekundenkapazität) dar, das maximal exspirierte Volumen wird als forcierte Vitalkapazität (FVC) bezeichnet. Das Verhältnis FEV1/FVC beträgt normalerweise ≥ 75 %.
Beurteilt wird vor allem die auf die forcierte Vitalkapazität bezogene Einsekundenkapazität = FEV1/FVC × 100(%). Sie wird als relative Einsekundenkapazität, relative Sekundenkapazität oder Tiffeneau-Index und Tiffeneau-Wert bezeichnet und beträgt im Normalfall ≥ 75 %, bei älteren Patienten ≥ 70 %. FEV1 ist der Parameter für eine Obstruktion (Verengung) der unteren Atemwege. Er ist dementsprechend eingeschränkt bei obstruktiven Atemwegserkrankungen wie Asthma bronchiale, COPD
oder Lungenemphysem. Die individuellen Messwerte werden in Abhängigkeit von Alter, Geschlecht, Größe und Gewicht in Beziehung zu Sollwert-Standardtabellen der Europäischen Gemeinschaft für Kohle und Stahl gesetzt.
Auch bei restriktiven Lungenerkrankungen wie beispielsweise bei der Lungenfibrose ist die FEV1 vermindert. Da restriktive Lungenerkrankungen durch die eingeschränkte Dehnbarkeit der Lunge gekennzeichnet sind, ist hier jedoch gleichzeitig die Vitalkapazität vermindert, sodass der Tiffeneau–Wert normal ist.
Bei starker Obstruktion verbleibt nach rascher, maximaler Ausatmung mehr Luft in den Lungen (erhöhtes Residualvolumen (RV)), sodass die forcierte Vitalkapazität entsprechend vermindert ist, es liegt eine Verschiebung der Atemmittellage durch Überblähung vor. Die Einsekundenkapazität kann dadurch trotz Obstruktion „normal“ erscheinen.
Der Nachteil der Einsekundenkapazitäts–Messung ist die Abhängigkeit von der Patientenmitarbeit. Besonders problematisch ist dies bei arbeitsmedizinischen Gutachten („Viel blasen – wenig Geld, wenig blasen – viel Geld“) oder wenn die Messung bei Kindern durchgeführt wird.
Der Logical Observation Identifiers Names and Codes - Code ist 20150-9.